# توفند استوایی سیندی (۱۹۹۳)
توفند استوایی سیندی گردبادی بود که در ۱۴ اوت ۱۹۹۳ آغاز و در ۱۷ اوت فروکش کرد. این توفان مرطوب باعث گردید گِل‌رودها و سیل‌های مخربی در جزیره مارتینیک حاصل شود. این گردباد استواییِ آتلانتیکی توفانی ضعیف اما غیرمعمول بود. سرعت توفان سیدنی ۶۵ کیلومتر بر ساعت بود و ۴ نفر تلفات داشت. فشار توفان ۱۰۰۷ میلی بار بود. توفان استوایی سیدنی ۲٫۷ میلیون دلار خسارت بر جای گذاشت. محدوده این گردباد مناطق آنتیل کوچک، جمهوری دومینیکن و پورتوریکو را در بر می‌گرفت.